# Strollad ar Vro
Pour les articles homonymes, voir SAV.
Strollad ar Vro (« Parti du Pays » en français), est un parti politique breton créé en 1972 par nationalisme traditionnel de droite avec le soutien de Yann Fouéré, et disparu en 1977.

## Histoire

### Fondation
Strollad Ar Vro est l'héritier de la branche nationaliste de droite du Mouvement pour l’organisation de la Bretagne.

### Association
Le 8 juin 1975 il s'associa avec les Comités d'action bretons et à Stourm Breizh pour fonder le Front socialiste autogestionnaire breton,.

### Déclin

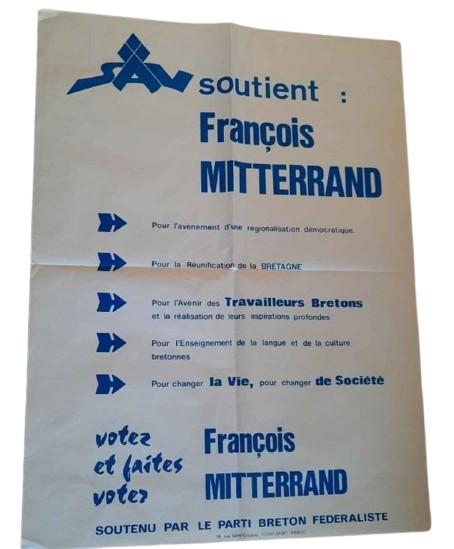
Affiche en soutien à Mitterand pour l'élection présidentielle française de 1974

La principale cause de son déclin est l'hostilité de l'Emsav envers ce parti, due à leur soutien à la candidature de François Mitterrand dès le premier tour, alors qu'il y avait un candidat fédéraliste, ce qui divise le parti[réf. nécessaire].
Le parti est dissout en 1977.

## Programme et orientations
Il se définissait comme nationaliste breton et fédéraliste européen.
Le parti est décrit par Tudi Kernalegenn comme le « dernier avatar du Mouvement pour l’organisation de la Bretagne (MOB) ».

## Positionnement politique

### Collaboration des classes
Dans un manifeste publié en 1972, Strollad ar Vro préconise une « harmonieuse collaboration des classes »,[source secondaire souhaitée].

## Moyens financiers
Jean Le Calvez expliquait ses énormes disponibilités financières par le fait qu'il s'agissait là du « produit des fraudes fiscales de sa société ». Une enquête permit d'établir que le « produit des fraudes fiscales » provenait en réalité des caisses de sa société Francexpa.

## Organisation interne

### Membres
Le parti Strollad ar Vro comptait quelque 1800 adhérents. Il était composé de 18 fédérations, d'un Conseil National de 43 membres et d'un comité directeur de 30 membres. L'instance dirigeante était un bureau politique de six personnes dont le président était Jean Le Calvez, le secrétaire national Lucien Raoul, le secrétaire adjoint Lionel Divard, le responsable aux affaires bretonnes Louis Bergeron, le responsable aux affaires françaises Michel Barré et le responsable presse Yves L'Haridon.

## Place dans le paysage politique français
Selon Romain Pasquier : 
À droite, le Strollad Ar Vro (parti du pays) défend les couleurs d'un régionalisme de droite modéré jusqu'au milieu des années 1970 avec un certain impact sur l'électorat breton.
On doit à Strollad ar Vro, en 1973, d'avoir baptisé (à tort) « Loi Pleven », la loi de 1972 contre le racisme que le parti menaçait d'invoquer pour se plaindre de la diffusion du film Tout va très bien Madame la Marquise, jugé insultant pour le peuple breton. Cette plainte ainsi qu'une campagne la même année d'Ordre nouveau puis du jeune Front national contre la loi de 1972, contribuèrent à accréditer l'idée d'une implication du ministre dans cette loi et à diffuser l'expression inappropriée « Loi Pleven ». Au vrai, la loi résultait de propositions parlementaires et non d'un projet du ministre qui s'y était d'ailleurs clairement opposé le 8 janvier à l'Assemblée nationale.

## Résultats électoraux

### Élections législatives

Drapeau du Strollad Ar Vro.

Aux élections législatives françaises de 1973, le parti récolte 2,65 % des suffrages exprimés dans les départements des Côtes-du-Nord, du Finistère, d'Ille-et-Vilaine et de Loire-Atlantique.

## Publications
- Pourquoi des députés, programme électoral pour les législatives 1973.
- Pour une gauche fédéraliste bretonne, Frañch Tremel, dépôt légal juin 1974.